# Кузурман Емілія Зіяддинівна
Кузурман Емілія Зіяддинівна (нар. 4 червня 1995, м. Сімферополь) — сержант Збройних Сил України, учасниця російсько-української війни.

## Життєпис
Емілія Кузурман народилась 4 червня 1995 року у м. Сімферополь, АР Крим, Україна. Мати майстер спорту з художньої гімнастики, батько загинув в 1995 році під час конфлікту у Карабаху. Має рідну старшу сестру Христину Кузурман. Дані про шкільні роки відсутні.
Вперше фахову спеціальність здобула у 2016 році, закінчивши медичний заклад, за спеціальністю: «Лабораторна діагностика». Згодом вирішила змінити спеціальність та у 2019 році закінчила Харківський університет внутрішніх справ у м. Харків, за спеціальністю: Правоохоронна діяльність. В минулому мала музичне хоббі гри на гітарі. Усе усвідомлене життя дівчина провела в армії. У 2016 році вступила на військову службу за контрактом до 54-ї окремої механізованої бригади імені гетьмана Івана Мазепи. Брала участь у боях на Світлодарській дузі, Авдіївка, Золоте, у Волновасі, Мар'їнці, Спірному, Білогорівці. У 2022-му була нагороджена орденом «За мужність» ІІІ ступеня за евакуаційні дії, що зберегли життя під час штурмових дій поблизу н.п. Спірне. Повномасштабне вторгнення Емілія зустріла у складі свого підрозділу на передовій Донеччини і продовжує боронити Україну від окупантів.
У квітні 2023 року сержанта Кузурман було травмовано під час вогневого нальоту противника. Під час нальоту також вдалося зберегти життя колегам, за що було нагороджено орденом «За мужність» ІІ ст. Під час інтерв'ю дівчина розповідала про тяжку для себе втрату близької людини, що загинула під час штурму, яке завдало важкого болю і бажання іти до кінця, навіть ціною власного життя. Наразі дівчина має бажання продовжити військову справу.

## Нагороди
- Орден «За мужність» ІІ ступеня (29 вересня 2023) — за особисту мужність, виявлену у захисті державного суверенітету та територіальної цілісності України, самовіддане виконання військового обов'язку[1]
- Орден «За мужність» ІІІ ступеня (28 грудня 2022) — за особисту мужність і самовідданість, виявлені у захисті державного суверенітету та територіальної цілісності України, вірність військовій присязі[2]